# Доминиканская партия
Доминиканская партия (исп. Partido Dominicano, PD) была фактически единственной разрешенной политической партией в Доминиканской Республике во время диктатуры Рафаэля Трухильо, который правил страной с 1930 по 1961 год. Её символом была пальма.

## История
Доминиканская партия была основана 2 августа 1931 года, через год после прихода к власти Трухильо. Она стала результатом деятельности «Патриотической коалиции граждан», которая поддержала кандидатуру Трухильо на пост президента. Вскоре после этого она была провозглашена единственной легальной партией.
16 августа 1935 года была открыта радиостанция HIN, известная как «Голос Доминиканской партии». Она была призвана служить средством распространения информации о деятельности Доминиканской партии.
На эмблеме партии был девиз, совпадающий с инициалами Трухильо:
- Rectitud (Праведность) = Рафаэль
- Libertad (Свобода; Вольность) = Леонидас
- Trabajo (Работа; Труд; Дело) = Трухильо.

Позже он добавил: Moralidad (Нравственность) = Молина.
Официально Трухильо был президентом только с 1930 по 1938 год и с 1942 по 1952 год, а также министром иностранных дел с 1953 по 1961 год. Однако в течение 30 лет он обладал реальной властью как лидер Доминиканской партии и генералиссимус Доминиканской армии. На этих постах он смог добиться того, что когда он не был президентом, этот пост занимали члены его семьи или союзные ему политики: Хасинто Пейнадо (президент с 1938 по 1940 год), Мануэль де Хесус Тронкосо де ла Конча (президент с 1940 по 1942 год), его брат Эктор (президент с 1952 по 1960 год) и Хоакин Балагер (занял пост президента в 1960 году; был президентом на момент смерти Трухильо). Таким образом, за 31 год своего правления он смог сохранить всю полноту власти в стране и при этом казаться благородным, находясь у власти всего 18 лет.
Все взрослые граждане Доминиканской Республики должны были быть членами партии. Они должны были иметь «[три удара]» (исп. «los tres golpes»):
- Удостоверение личности
- Удостоверение о прохождении обязательной военной службы
- Членский билет Доминиканской партии, известный в народе как «La Palmita».

У партии не было никакой реальной идеологии, кроме поддержки Трухильо. Она просуществовала недолго после убийства Трухильо в 1961 году. Однако было очевидно, что партии нет места в более открытом обществе, и она была окончательно ликвидирована чуть менее чем через две недели после голосования о самороспуске 28 декабря 1961 года.
В разное время Трухильо допускал сосуществование других политических партий. Однако это делалось только для того, чтобы произвести впечатление на иностранных наблюдателей, что демократизация идет полным ходом, и чтобы Трухильо мог следить за оппонентами.

## История выборов

### Президентские выборы
| Выборы | Кандидат партии  | Голоса    | %     | Результат |
| ------ | ---------------- | --------- | ----- | --------- |
| 1934   | Рафаэль Трухильо | 256 423   | 100 % | Избран    |
| 1938   | Хасинто Пейнадо  | 319 680   | 100 % | Избран    |
| 1942   | Рафаэль Трухильо | 581 937   | 100 % | Избран    |
| 1947   | Рафаэль Трухильо | 781 389   | 93 %  | Избран    |
| 1952   | Эктор Трухильо   | 1 098 816 | 100 % | Избран    |
| 1957   | Эктор Трухильо   | 1 265 681 | 100 % | Избран    |

### Выборы в Конгресс
| Выборы | Лидер партии     | Палата депутатов | Палата депутатов | Палата депутатов | Палата депутатов | Палата депутатов | Сенат    | Сенат | Сенат |
| Выборы | Лидер партии     | Голоса           | %                | Места            | +/-              | Место            | Места    | +/-   | Место |
| ------ | ---------------- | ---------------- | ---------------- | ---------------- | ---------------- | ---------------- | -------- | ----- | ----- |
| 1934   | Рафаэль Трухильо | 256 423          | 100 %            | 31 из 31         | ▲ 31             | ▲ 1-е            | 12 из 12 | ▲ 12  | ▲ 1-е |
| 1938   | Рафаэль Трухильо | 319 680          | 100 %            | Неизвестно       |                  |                  | 13 из 13 | ▲ 1   | ▬ 1-е |
| 1942   | Рафаэль Трухильо | 581 937          | 100 %            | 35 из 35         |                  | ▬ 1-е            | 16 из 16 | ▲ 3   | ▬ 1-е |
| 1947   | Рафаэль Трухильо | 781 389          | 93 %             | 45 из 45         | ▲ 10             | ▬ 1-е            | 19 из 19 | ▲ 3   | ▬ 1-е |
| 1952   | Рафаэль Трухильо | 1 098 816        | 100 %            | 50 из 50         | ▲ 5              | ▬ 1-е            | 22 из 22 | ▲ 3   | ▬ 1-е |
| 1957   | Рафаэль Трухильо | 1 265 681        | 100 %            | 58 из 58         | ▲ 8              | ▬ 1-е            | 23 из 23 | ▲ 1   | ▬ 1-е |